# Франо Ућелини – Тице
Франо Ућелини – Тице (Лопуд 18. јун 1895 — Котор 1. јун 1937) био је которски бискуп.

## Животопис
Франо Ућелини-Тице родио се на Лопуду, дубровачком острву, у поморској породици. Гимназију је завршио у Дубровнику, у којој је наставни језик био италијански (као и у осталим средњим школама тадашње аустријске покрајине Далмације), а богословију у Задру. Своју свјештеничку службу почиње као жупник брдског села Ошље, које се тада налазило на далматинско-херцеговачкој граници; наставља као професор, затим и ректор Богословије у Задру. Године 1895. именован је за которског бискупа. А то је било у оној судбоносној деценији када је Аустрија спроводила своје познато начело „Дивиде ет импера”, када је убацивала мржњу међу Србе и Хрвате у Далмацији, која се била изродила у немилу борбу.
Савременик и судионик значајних збивања у деценијама борбе за Народни препород у Далмацији, и њеног успјешног завршетка, Ућелини је дошао у Боку са јасним и израђеним концепцијама — које никада није изневјерио — а то је јединство Срба и Хрвата, и потреба њихове даље борбе за слободу и бољи живот. Аустријска влада је настојала да буде именован за которског бискупа, да га уклони из Задра и учини мање опасним, а са надом да ће у антиаустријски расположеној и устаничкој Боки измијенити свој став. У томе су се преварили. Ућелини је добро познавао и заволио и Боку и њен подловћенски град, своју резиденцију. Пришао је одмах народу и посветио му преко четири деценије свог трудољубивог и плодног живота, држећи се оне Његошеве: „Не пита се ко се како крсти...”.
Поред црквеног, доспијева и сналази се на свим пољима рада: просвјети, култури, градитељству и разним гранама привреде. Боки нијесу никада били потребнији овакви трудбеници, јер је пропашћу својих једрењака, и устанцима против Аустрије 1869. и 1882. године била потпуно исцрпљена и запуштена. „Добар пастир и све што каже ином, и сам својим потврђује чином”. На острву код Кртола, поред манастира (бискупове љетне резиденције) подиже узорни виноград и воћњак, позива околне сељаке и учи их како се подрезује и калеми. При оправљању цркава и црквених зграда — које је нашао у запуштеном стању — лично је управљао пословима, а понекад као обичан радник додавао мајсторима камен и креч. У једној широко заснованој акцији тадањих народних првака за општу привредну обнову Боке, која је почела 1907. године, Ућелини узима активно учешће. Ова обнова родила је прве сеоске задруге, народне штедионице, и прве зачетке индустрије и туризма.
У свим јавним наступима говорио је о потреби народне слоге и вјерске толеранције. То је потврдио и на свом животном дјелу, преводу Дантеовог дјела Divina commedia коју је посветио слози и љубави једнокрвне и истојезичне браће Хрвата и Срба. Књига је штампана у Котору, у 10.000 примјерака. Аустријске власти су спречавале њено растурање, али су водећи кругови тадање краљевине Србије нашли начина да откупе већи дио поменутог издања. У Балканском рату слави побједе србијанске и црногорске војске. У I Свјетском рату јавно протествује против хапшења и мучења бокељских родољуба. Огорчен на поступке аустријске солдатеске, напушта Котор и прелази у своје љетовалиште у Кртолима и ту остаје до конца рата.
Када је 1918. год. предсједник мађарске владе гроф Стјепан Тиса обилазио југословенске крајеве, тражећи контакт с народним првацима, а у намјери да спашава пропалу Монархију, Ућелинија није посјетио, јер су му рекли да на добар пријем неће наићи. У овим временима, приликом побуне морнара у Боки, у фебруару 1918. год. и стријељање четворице вођа ове побуне, Бискуп је рекао једном свом повјерљивом сараднику: „Ова побуна значи заслужену пропаст Аустрије, коју сам ја предвидио, када је наредила скидање звона са цркава — вјесника мира — да их користи у ратне сврхе”. Савременицима је остао у незаборавној успомени долазак у Херцег Нови претходнице српске ослободилачке војске (првих дана новембра 1918. год.) са потпуковником Светиславом Симовићем на челу, којом приликом је Бискуп одржао ганутљив поздравни говор који је до суза дирнуо одушевљени народ.
Када је послије ослобођења и уједињења посјетио Београд, причајући пријатељима о својим утисцима са овог пута, рекао је: „Хвала Богу што сам доживио, био сам у нашој престоници Београду. Од Сушака до Котора возио сам се нашим слободним морем под лијепом југословенском заставом. О, да данас устану из гроба Штросмајер, Рачки, Клаић и Милиновић! Да само могу да проживе један дан у својој слободној отаџбини! Сретни би поново у гроб легли.” Послије ослобођења и уједињења, иако у поодмаклим годинама, са још већим заносом наставља започето дјело. Политички раздор који је све више растао, у тим годинама, болно дирају његово родољубиво срце, али стари идеалиста не губи наду већ прориче боље и сретније дане.
Године 1932. одваја се од цјелокупног југословенског епископата по питању антисоколске посланице са ријечима: „Вјера није била у питању, зато нијесам посланицу потписао и она није оглашена у мојој бискупији. Члан сам Југословенског сокола. Био сам и остајем. Ако ме позову да благословим њихов рад, благословићу га ради Бога”. Мало послије тога на которском вјежбалишту свечано благосиља соколске заставе, уз огромно учешће народа.
Његов животописац, др Виктор Новак у Magnum Crimenu га често похвално спомиње а о њему је написао: „Кад сам имао среће да први пут у животу видим човјека и владику, кога сам познавао, студирајући документа дуги низ година, спремајући дјело о борби Хрвата за Словенско богослужје у католичкој цркви, осјетио сам да је преда мном стајао жив свједок и споменик мучне али сјајне борбе, идеал свештеника и родољуба, који је својим дјелима задужио Хрватство али и Српство, цио Југословенски народ. Бискуп Ућелини у својој скромности одбијао је све јубилеје. Али неће и не може један, да га воли и са дивљењем поштује цио један народ; да ће га таквим за вјечност сачувати и историја која по заслузи суди.”
Његов ученик и сљедбеник дон Нико Луковић поставио је бронзану бисту свог великог учитеља (рад Томе Росандића) пред прочељем Жупског храма на Прчњу, уз остале југословенске великане.